# La Délivrance de saint Pierre
La Délivrance de saint Pierre est une fresque peinte par l'artiste italien de la Renaissance Raphaël. L'œuvre, datable de 1513 à 1514, se trouve dans la Chambre d'Héliodore, une des quatre Chambres de Raphaël dans le palais apostolique du Vatican.
Le pape Jules II, commanditaire de la fresque, est enterré dans la basilique Saint-Pierre-aux-Liens qui abrite les chaînes avec lesquelles saint Pierre aurait été entravé et dont il a été le cardinal titulaire avant d'accéder au pontificat.

## Histoire
Les premiers dessins pour les fresques de la salle appelée plus tard Chambre d'Héliodore, à partir du sujet de cette fresque, sont réalisés par Raphaël dès l'été 1511, lorsque les travaux dans la Chambre de la Signature ne sont pas encore terminés. Le choix des sujets, liés à des interventions miraculeuses en vue de sauvegarder l'Église, est suggéré par le pontife, et reflète le moment qui est difficile après les défaites contre les Français, qui ont conduit à la perte de Bologne, et du fait des menaces continues des armées étrangères dans la péninsule. La Délivrance de saint Pierre représente le triomphe du premier pontife grâce à une intervention divine, au plus fort de ses tribulations.
L'exécution de la fresque coïncide plus ou moins avec la mort de Jules II, survenue dans la nuit du 20 au 21 février 1513. Le trône de saint Pierre est ensuite occupé par Léon X, de son vrai nom Jean de Médicis, fils de Laurent le Magnifique et amateur d'art raffiné, sans aucun doute plus modéré et pacifiste que son belliqueux prédécesseur.
Pour réaliser la fresque, Raphaël doit détruire une œuvre de Piero della Francesca. Des repeints sont visibles dans l'arrière-plan.
Deux inscriptions dans l'ébrasement de la fenêtre rappellent l'achèvement de la fresque pendant le pontificat de Léon X : « JVLIVS.II.LIGVR.PONT MAX.UN.CHRIS.MDXI.PONTIFICAT.SVI.VIII..
Une « première idée » de l'œuvre est conservée au cabinet des dessins et des estampes du musée des Offices, dans laquelle on note des différences et surtout une symétrie plus concise.

## Description et style
L'histoire dérive des Actes des Apôtres (XII, 6 et suivants) : suivant l'iconographie chrétienne, un ange vient délivrer de sa prison saint Pierre qui y est détenu sur ordre d'Hérode. Cette intervention divine assure la fondation de l'Église en la personne du successeur désigné du Christ, au moment le plus désespéré des persécutions qui suivent les premiers essais de l'obéissance à l'ordre « Allez dans le monde et prêchez l'Évangile à toutes les créatures ». La lumière surgissant miraculeusement des ténèbres l'exprime presque au sens propre (lux es tenebris).
La scène, incluse dans l'arc architectural et ses ouvertures, est rendue par Raphaël fortement unitaire malgré l'articulation du mur en trois zones, du fait de l'ouverture de la fenêtre, que l'artiste remplit de trois moments de l'histoire. Il emploie un procédé narratif insolite : la représentation continue ; très courante jusqu'à la fin du XVe siècle, elle est abandonnée par la Haute Renaissance au profit de la logique et du décorum.
Au centre, au-delà d'une une grille entre les murs sombres et des rideaux massifs, l'apparence rayonnante de l'ange prend place dans la prison où Pierre est encore profondément plongé dans le sommeil, enchaîné entre ses deux gardes ; l'aspect lumineux de l'ange et les barres rétro-éclairées génèrent un effet surprenant de profondeur spatiale. L'émanation lumineuse touche tous les éléments de la scène, y compris les murs de la prison, où subsistent des lueurs rougeâtres. Pierre paraît vieux et fatigué : selon certains, la représentation ferait allusion à la mort de Jules II (1513), libéré de la « prison terrestre », ou à la libération de Léon X, encore cardinal, lors de son emprisonnement qui a suivi la bataille de Ravenne, en accord avec la volonté d'autocélébration de l'Église déjà évidente dans les autres fresques de la pièce. À droite, l'ange conduit l'apôtre hors de prison, dans une atmosphère entre rêve et réalité, évoquée également par les gardiens qui se sont miraculeusement endormis ; à gauche, un soldat est vraisemblablement intrigué par la lumière dégagée par la créature céleste tandis que d'autres soldats découvrent la fuite, et s'activent à la lueur du clair de lune et des torches, qui illuminent les reliefs de leur armure.
La lumière s'impose comme le personnage principal de la fresque, enveloppant l'atmosphère de l'intense tonalité de l'ange libérateur, qui laisse des traces sur son passage même au-delà des murs de la prison, où les restes de lueur rougeâtre sont cependant atténués par le clair de lune glacial. Quatre sources de lumière différentes sont utilisées : la lune, qui se reflète dans l'armure des soldats ; la torche, avec son éclairage fluctuant ; la lumière divine, qui rappelle celle présente dans Le Songe de Constantin ; enfin il y a la lumière de la fenêtre en dessous de la fresque qui s'ajoute à la lumière de l'ange. L'ouverture à la base de la fresque n'est pas dessinée, mais est une vraie fenêtre.
Le seul précédent connu où la lumière est le protagoniste absolu d'une scène nocturne, est le Songe de Constantin de Piero della Francesca à Arezzo. Le thème du rêve se retrouve également dans la scène biblique correspondante sur la voûte, l'Échelle de Jacob.

Détails.
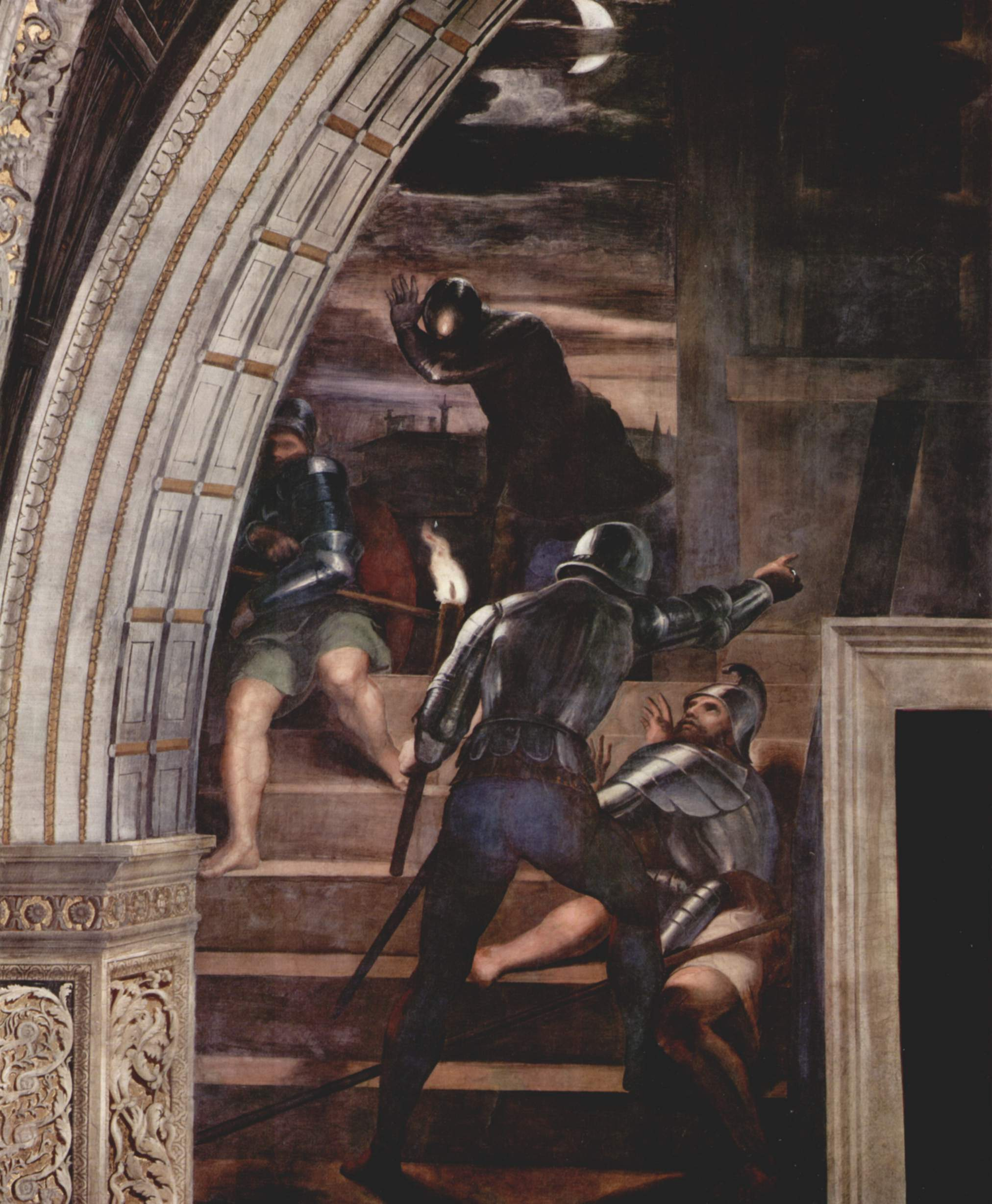
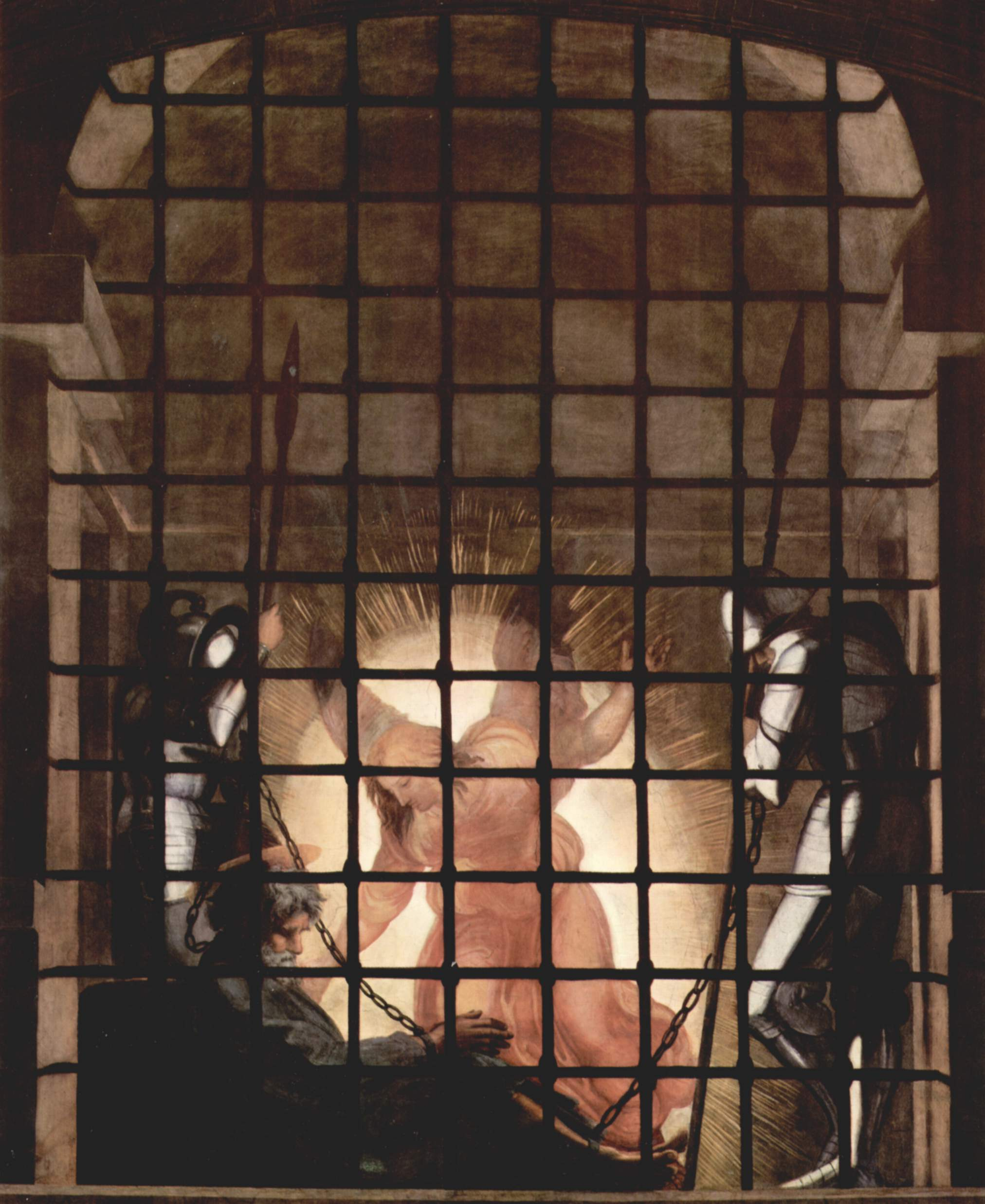
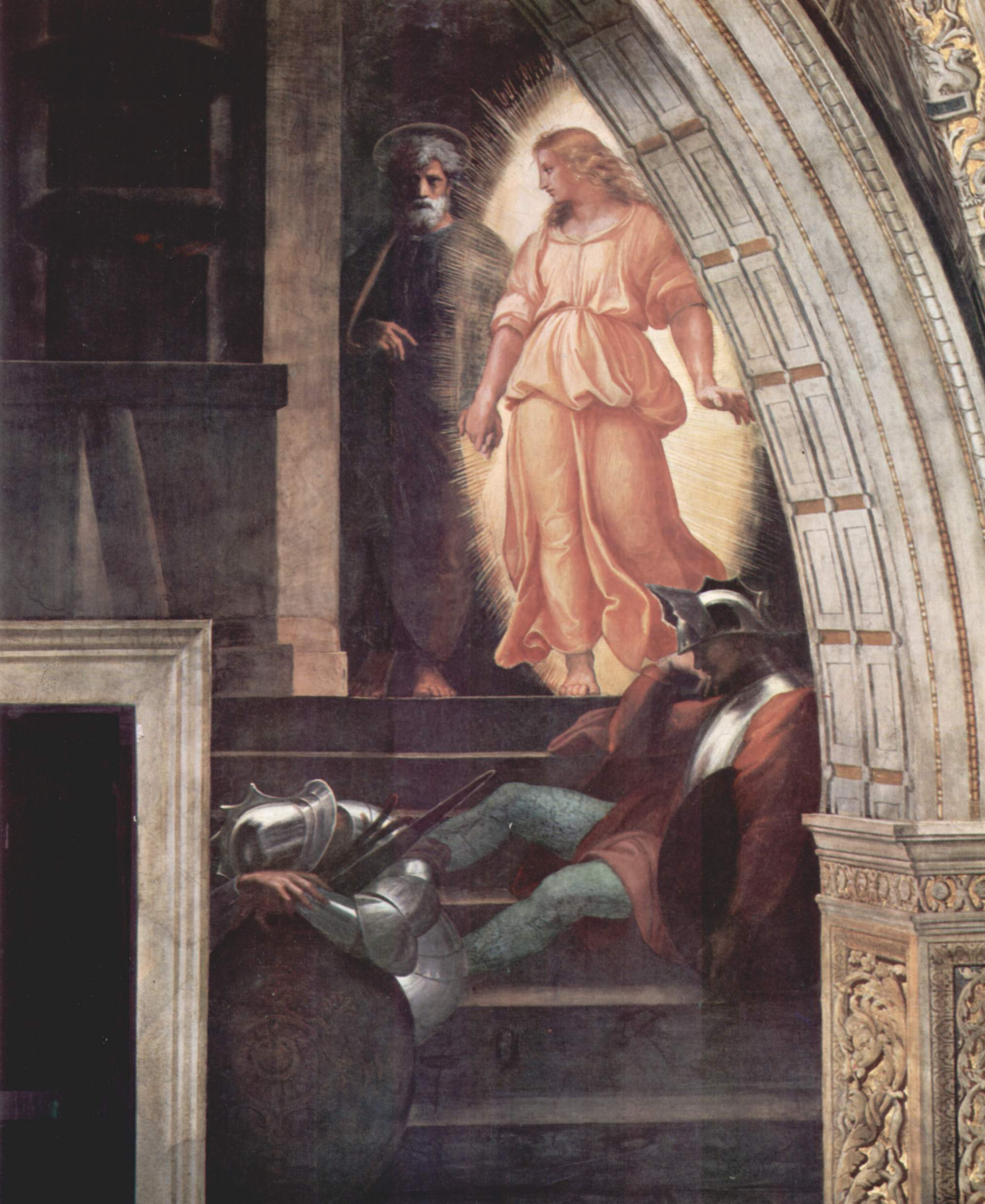

## Postérité
La fresque fait partie du musée imaginaire de l'historien français Paul Veyne, qui le décrit dans son ouvrage justement intitulé Mon musée imaginaire.